# Зденко Кожул
Зденко Кожул (Бихаћ, 21. мај 1966) је босанскохерцеговачки хрватски шаховски велемајстор, првак Европе 2006.
Велемајстор од 1989, првак Југославије 1989. и 1990. Раније играо за Босну и Херцеговину; од 1993. наступа за Хрватску за коју је играо на пет олимпијада. 15. априла 2006. постао је првак Европе, први у историји хрватског шаха, на првенству одржаном у Турској.
На рејтинг листи ФИДЕ од 1. априла 2006. има 2606 бодова и заузима 123. мјесто. Најбољи пласман на листи имао је октобра 2004, када је с 2640 бодова заузимао 56. мјесто. Након тога слиједи криза и испадање из свјетског „Топ 100", али на сљедећој листи (1. јула) свакако ће поново бити међу сто најбољих.
Дугогодишњи је члан ШК Босна из Сарајева, с којом осваја три наслова клупског првака Европе. Вишеструки екипни првак Хрватске играјући за екипу Мравинце-Далмацијацемент. Играјући за тамошње клубове, освајао је и екипна државна првенства у Словенији и БиХ. Тренутно члан ХАШК Младост из Загреба.
Побједник зонског турнира 1993. у Загребу. На свјетском првенству у Триполију, јуна 2004, пласирао се међу 16 најбољих, што је најбољи резултат неког хрватског играча на свјетским првенствима. Након кризе, слиједи поновни успон крунисан досад највећим успјехом у каријери: на 7. појединачном првенству Европе, одржаном априла 2006. у Кушадасију у Турској, осваја прво мјесто. Претекао је 16 играча са вишим рејтингом, укључујући и другопласираног Украјинца Василија Иванчука, једног од десет најјачих играча свијета.